# Championnats du monde de cyclo-cross 2013
Navigation
Édition précédente Édition suivante
Les Championnats du monde de cyclo-cross 2013 sont la 64e édition des championnats du monde de cyclo-cross. Ils se déroulent le 2 février 2013 à Louisville, aux États-Unis. C'est la première fois que les championnats sont organisés hors d'Europe.

## Organisation
Les championnats du monde sont organisés sous l'égide de l'Union cycliste internationale.
Les horaires de course sont donnés en heure locale.
| Samedi 2 février - 9 h 45 : Juniors - 11 h 00 : Moins de 23 ans - 12 h 30 : Femmes élites - 14 h 30 : Hommes élites |

À cause de risques d'inondations, les horaires ont été changés. Voici le programme initial :
| Samedi 2 février - 11 h 00 : Juniors - 14 h 30 : Espoirs | Dimanche 3 février - 11 h 00 : Femmes - 14 h 30 : Hommes |

## Résultats

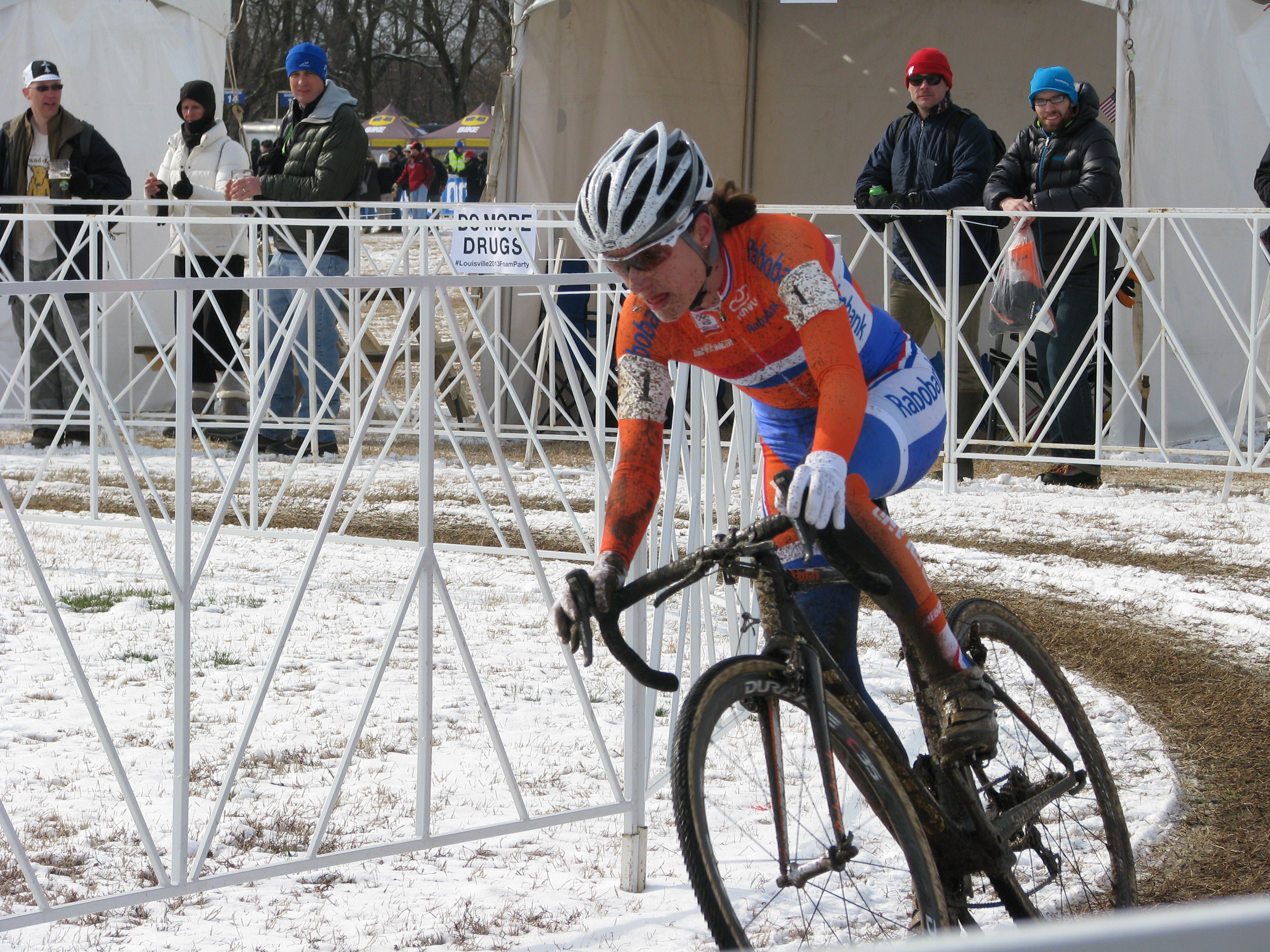
Marianne Vos remporte le titre pour la sixième fois

### Hommes
| Épreuves        | Or                            | Argent                    | Bronze                     |
| --------------- | ----------------------------- | ------------------------- | -------------------------- |
| Élites          | Sven Nys Belgique             | Klaas Vantornout Belgique | Lars van der Haar Pays-Bas |
| Moins de 23 ans | Mike Teunissen Pays-Bas       | Wietse Bosmans Belgique   | Wout van Aert Belgique     |
| Juniors         | Mathieu van der Poel Pays-Bas | Martijn Budding Pays-Bas  | Adam Toupalik Tchéquie     |

### Femmes
| Épreuves | Or                    | Argent                       | Bronze                       |
| -------- | --------------------- | ---------------------------- | ---------------------------- |
| Élites   | Marianne Vos Pays-Bas | Katherine Compton États-Unis | Lucie Chainel-Lefèvre France |

## Classements

### Course masculine
| Pos.                               | Cycliste            | Pays      |    | Temps           |
| ---------------------------------- | ------------------- | --------- | -- | --------------- |
| Médaille d'or, Coupe du Monde      | Sven Nys            | Belgique  | en | 1 h 05 min 35 s |
| Médaille d'argent, Coupe du Monde  | Klaas Vantornout    | Belgique  | +  | 2 s             |
| Médaille de bronze, Coupe du Monde | Lars van der Haar   | Pays-Bas  |    | 25 s            |
| 4.                                 | Bart Wellens        | Belgique  |    | 41 s            |
| 5.                                 | Philipp Walsleben   | Allemagne |    | 44 s            |
| 6.                                 | Julien Taramarcaz   | Suisse    |    | 44 s            |
| 7.                                 | Radomír Šimůnek jr. | Tchéquie  |    | 1 min 15 s      |
| 8.                                 | Niels Albert        | Belgique  |    | 1 min 19 s      |
| 9.                                 | Thijs van Amerongen | Pays-Bas  |    | 1 min 31 s      |
| 10.                                | Martin Bína         | Tchéquie  |    | 1 min 31 s      |

### Course féminine
| Pos.                               | Cycliste              | Pays       |    | Temps       |
| ---------------------------------- | --------------------- | ---------- | -- | ----------- |
| Médaille d'or, Coupe du Monde      | Marianne Vos          | Pays-Bas   | en | 44 min 00 s |
| Médaille d'argent, Coupe du Monde  | Katherine Compton     | États-Unis | +  | 1 min 34 s  |
| Médaille de bronze, Coupe du Monde | Lucie Chainel-Lefèvre | France     |    | 2 min 10 s  |
| 4.                                 | Kateřina Nash         | Tchéquie   |    | 2 min 12 s  |
| 5.                                 | Sanne van Paassen     | Pays-Bas   |    | 2 min 15 s  |
| 6.                                 | Eva Lechner           | Italie     |    | 2 min 17 s  |
| 7.                                 | Jasmin Achermann      | Suisse     |    | 2 min 36 s  |
| 8.                                 | Sabrina Stultiens     | Pays-Bas   |    | 3 min 06 s  |
| 9.                                 | Ellen Van Loy         | Belgique   |    | 3 min 18 s  |
| 10.                                | Kaitlin Antonneau     | États-Unis |    | 3 min 19 s  |

### Course moins de 23 ans
| Pos.                               | Cycliste                | Pays     |    | Temps       |
| ---------------------------------- | ----------------------- | -------- | -- | ----------- |
| Médaille d'or, Coupe du Monde      | Mike Teunissen          | Pays-Bas | en | 48 min 40 s |
| Médaille d'argent, Coupe du Monde  | Wietse Bosmans          | Belgique | +  | 14 s        |
| Médaille de bronze, Coupe du Monde | Wout van Aert           | Belgique |    | 22 s        |
| 4.                                 | Tijmen Eising           | Pays-Bas |    | 35 s        |
| 5.                                 | Jens Adams              | Belgique |    | 38 s        |
| 6.                                 | Laurens Sweeck          | Belgique |    | 54 s        |
| 7.                                 | Michiel van der Heijden | Pays-Bas |    | 1 min 05 s  |
| 8.                                 | Michael Vanthourenhout  | Belgique |    | 1 min 15 s  |
| 9.                                 | Corné van Kessel        | Pays-Bas |    | 1 min 29 s  |
| 10.                                | Gianni Vermeersch       | Belgique |    | 1 min 34 s  |

### Course juniors
| Pos.                               | Cycliste             | Pays       |    | Temps       |
| ---------------------------------- | -------------------- | ---------- | -- | ----------- |
| Médaille d'or, Coupe du Monde      | Mathieu van der Poel | Pays-Bas   | en | 40 min 47 s |
| Médaille d'argent, Coupe du Monde  | Martijn Budding      | Pays-Bas   | +  | 57 s        |
| Médaille de bronze, Coupe du Monde | Adam Toupalik        | Tchéquie   |    | 1 min 19 s  |
| 4.                                 | Logan Owen           | États-Unis |    | 1 min 23 s  |
| 5.                                 | Nicolas Cleppe       | Belgique   |    | 1 min 25 s  |
| 6.                                 | Dominic Grab         | Suisse     |    | 1 min 33 s  |
| 7.                                 | Yannick Peeters      | Belgique   |    | 1 min 38 s  |
| 8.                                 | Quinten Hermans      | Belgique   |    | 1 min 47 s  |
| 9.                                 | Ben Boets            | Belgique   |    | 2 min 02 s  |
| 10.                                | Léo Vincent          | France     |    | 2 min 33 s  |

## Tableau des médailles
| Rang | Nation     | Or | Argent | Bronze | Total |
| ---- | ---------- | -- | ------ | ------ | ----- |
| 1    | Pays-Bas   | 3  | 1      | 1      | 5     |
| 2    | Belgique   | 1  | 2      | 1      | 4     |
| 3    | États-Unis | 0  | 1      | 0      | 1     |
| 4    | France     | 0  | 0      | 1      | 1     |
| 4    | Tchéquie   | 0  | 0      | 1      | 1     |